# Журавка (Новозыбковский район)
Журавка — деревня в Новозыбковском городском округе Брянской области.

## География
Находится в западной части Брянской области на расстоянии приблизительно 14 км на северо-запад по прямой от районного центра города Новозыбков на левом берегу реки Ипуть.

## История
Известна с первой половины XVII века как деревня во владении шляхтича Злотого, позднее стародубского магистрата и Каташинского монастыря. В 1859 году здесь (деревня Новозыбковского уезда Черниговской губернии) учтено 53 двора, в 1892-66. В середине XX века работал колхоз «Путь крестьянина». До 2019 года входило в Шеломовское сельское поселение Новозыбковского района до их упразднения.

## Население
Численность населения: 383 человека (1859 год), 446 (1892), 520 (1901, приблизительно), 86 человек в 2002 году (русские 88 %), 30 в 2010.